# هيوستن ستيوارت تشامبرلين
كان هيوستن ستيوارت تشامبرلاين (9 سبتمبر 1855- 9 يناير 1927) فيلسوفًا ألمانيًا بريطاني المولد ألّف أعمالًا حول الفلسفة السياسية والعلوم الطبيعية، وُصف من قبل مايكل دي. بيديس، مساهم في قاموس أوكسفورد للسير الوطنية، بأنه «كاتب عرقي». تزوج تشامبرلاين من إيفا فون بولوف، ابنة المؤلف الموسيقي ريتشارد فاغنر، في ديسمبر من عام 1908 بعد 25 عامًا على وفاة فاغنر.
أشهر كتب تشامبرلاين هو أسس القرن التاسع عشر (دي غروندلاغين ديس نويزنتن جارهنديرتس)، الذي نُشر في عام 1899، والذي كان له تأثير كبير على حركات رابطة الشعوب الجرمانية فولكيش في مطلع القرن العشرين وأثّر لاحقًا على معاداة السامية في السياسات العرقية النازية. في الحقيقة، أشير إلى تشامبرلاين بأنه «يوحنا المعمدان الخاص بهتلر».

## نشأته وتعليمه
وُلد هيوستن ستيوارت تشامبرلاين في ساوثسي، هامبشاير، إنجلترا، ابن الأميرال الخلفي ويليام تشارلز تشامبرلاين. توفيت أمه، إيليزا جين، ابنة الكابتن باسيل هال، من البحرية الملكية البريطانية، قبل إتمامه عامه الأول، ربته جدته في فرنسا. أدى سوء صحة تشامبرلاين في كثير من الأحيان إلى إرساله في الشتاء إلى المناخات الأكثر دفئًا في إسبانيا وإيطاليا. جعل هذا التنقل المستمر تكوين صداقاتٍ دائمة مسألة صعبة على تشامبرلاين.
نال تشامبرلاين معظم تعليمه، الذي بدأ في المدرسة الثانوية في فرساي، في القارة، غير أن والده رسم لابنه مسيرة مهنية عسكرية. أُرسل في عمر الحادية عشر إلى جامعة تشيلتنهام، مدرسة داخلية بريطانية خرجت العديد من ضباط الجيش والبحرية. نشأ تشامبرلاين في جو فيكتوري واثق ومتفائل احتفل بالقرن التاسع عشر على أنه «عصر التقدم» وزمن الثروة المتنامية والاكتشافات العلمية والتقدم التكنولوجي والإصلاحات السياسية الديمقراطية، عالم لم يتوقع له الكثير من الفيكتوريين سوى أن يصبح أفضل فأفضل مع تولّي بريطانيا قيادة الطريق لبقية العالم. نشأ تشامبرلاين كليبرالي، وتشارك القيم العامة لليبرالية البريطانية في القرن التاسع عشر مثل الإيمان بالتقدم وبعالم لا يمكن سوى أن يتحسن، وبعظمة بريطانيا كمجتمع ليبرالي ديمقراطي ورأسمالي.
كان تشامبرلاين يكره تشلتنهام بشدة، وشعر بالوحدة هناك وبأنه في غير مكانه. كان تشامبرلاين الشاب «حالمًا قهريًا»، وأكثر اهتمامًا بالفنون منه بالجيش وطور شغفًا بالطبيعة وشعورًا شبه صوفي بالذات. كانت العلوم الطبيعية اهتمام تشامبرلاين الرئيسي في دراسته في تشلتنهام، ولا سيما علم الفلك. ويذكر تشامبرلاين في ما بعد: «لقد كان لضوء النجوم أثر لا يمكن وصفه عليّ». بدت النجوم قريبةً مني، أكثر لطفًا وأكثر جدارة بالثقة وأكثر تعاطفًا –لأن هذه الكلمة هي الوحيدة التي تصف مشاعري- من أي شخص حولي في المدرسة. بالنسبة للنجوم، لقد اختبرت صداقة حقيقية. خلال شبابه، تأثر تشامبرلاين – في حين لم يكن يرفض بالكامل عند هذه النقطة ليبراليته- بالنقد الرومانسي المحافظ للثورة الصناعية. متحسرًا على خسارة «إنجلترا القديمة السعيدة»، حاجج هذا الرأي من أجل العودة إلى وجهة نظر رومانسية للغاية عن الفترة أسطورية وريفية للتاريخ الإنجليزي التي لم توجد قط، إذ كان الناس يعيشون بسعادة وفي انسجام مع الطبيعة على الأرض تحت إشراف نخبة خيرة مثقفة. في هذا النقد، كان يُنظر إلى الثورة الصناعية على أنها كارثة أجبرت الناس على العيش في مدن قذرة ومزدحمة وعلى القيام بأعمال لاإنسانية في المصانع بينما كانت الطبقة الوسطى الجشعة والمادية النزعة تسيطر على المجتمع.
لم يكن احتمال العمل كضابط في الهند أو في أي مكان آخر في الإمبراطورية البريطانية أمرًا جذابًا بالنسبة له. بالإضافة إلى ذلك، كان طفلًا حساسًا بصحة سيئة. في سن الرابعة عشرة، ترتب عليه الانسحاب من المدرسة. بعد تشلتنهام، شعر تشامبرلاين دومًا بأنه في غير مكانه في بريطانيا، مجتمع لم تكن قيمه هي ذاتها قيم تشامبرلاين، كتب في عام 1876: «قد تكون الحقيقة مؤسفة لكنها تظل حقيقة، لقد أصبحت تمامًا غير إنجليزي لدرجة أن مجرد التفكير في إنجلترا والإنجليز يجعلني غير سعيد». سافر تشامبرلاين بعد ذلك إلى منتجعات صحية مختلفة برفقة معلم بروسي، هير أوتو كونتزي، الذي علمه اللغة الألمانية وجعله يهتم بالثقافة والتاريخ الألمانيين. مفتونًا بفن وعمارة عصر النهضة، تعلّم تشامبرلاين اللغة الإيطالية وخطط للاستقرار في فلورنسا لفترة من الوقت.

ذهب تشامبرلاين بعد ذلك إلى جنيف، حيث درس تحت إشراف كارل فوغت (أحد مؤيدي التصنيف العرقي في جامعة جنيف) وغرايبي ومولر أرغوفيانس وثوري وبلانتامور وأساتذة آخرين. درس علم النبات المنهجي والجيولوجيا وعلم الفلك، وفي وقت لاحق علم التشريح وعلم وظائف الأعضاء في جسم الإنسان. تحت وصاية الأستاذ يوليوس فون يزنر من جامعة فيينا، درس تشامبرلاين علم النبات في جنيف وحصل على بكالوريوس في العلوم الفيزيولوجية والطبيعية في عام 1881. لم تنته أطروحته، دراسات حول ارتفاع النسغ، حتى عام 1897 ولم تبلغ تأهيلًا إضافيًا. الاتجاه الرئيسي لأطروحة تشامبرلاين هو أنه لا يمكن تفسير النقل الرأسي للسوائل في النباتات الوعائية عبر نسيج الخشب من خلال النظريات الميكانيكية السائلة لذلك الوقت، بل فقط من خلال وجود «قوة الخلق» التي تتجاوز حدود القياس المادي. يلخص أطروحته في المقدمة:
بدون مشاركة هذه الوظائف الحيوية، من المستحيل تمامًا أن يرتفع الماء إلى ارتفاع 150 قدم و200 قدم وأكثر، وجميع الجهود التي يبذلها المرء لإخفاء صعوبات المشكلة من خلال الاعتماد على مفاهيم مشوشة مستمدة من الفيزياء هي أكثر معقولية قليلًا من البحث عن حجر الفيلسوف.
منذ ذلك الحين، ثبت أن الحجج الفيزيائية، ولا سيما السحب التعرقي والضغط الجذري، كافية لتفسير صعود النسغ.
خلال فترة وجوده في جنيف، أصبح تشامبرلاين، الذي احتقر دائمًا بينجامين دزرائيلي، يكره بلاده أكثر فأكثر، واتهم دزرائيلي بأخذ الحياة البريطانية إلى ما اعتبره تشامبرلاين مستوى شديد الانخفاض. خلال أوائل ثمانينيات القرن التاسع عشر، كان تشامبرلاين ما يزال ليبراليًا، «رجل تعامل مع القضايا من منظور غلادستون الحازم وأظهر كرهًا واضحًا لفلسفة وسياسات النزعة البريطانية المحافظة». غالبًا ما عبّر تشامبرلاين عن اشمئزازه من دزرائيلي، «الرجل الذي لامه إلى حد كبير على حقن مصلحة طبقية أنانية وجينغوية في الحياة العامة البريطانية في العقود القادمة». في عام 1881، كتب إلى عائلته في بريطانيا، إذ امتدح وليام إيوارت غلادستون لتقديمه قانون الأرض لجلب «إيجارات عادلة» في آيرلندا والانسحاب من ترانسفال. ظهرت علامات مبكرة على معاداته للسامية في عام 1881 حين وصف ملاك الأراضي في آيرلندا المتأثرين بقانون الأرض بأنهم «يهود ماصون للدماء». كانت فئات ملاك الأراضي الرئيسية في آيرلندا آنذاك من الجنتايل الأنجلو آيرلنديين، على الرغم من أن تعليقاته المعادية للسامية في هذه المرحلة من حياته كانت قليلة ومتباعدة.
كان تشامبرلاين مؤيدًا مبكرًا لنظرية لفيلتيسليهر التي طرحها هانز هوربيغر، وهي النظرية القائلة بأن معظم الأجسام في نظامنا الشمسي مغطاة بالجليد. أصبحت هذه عقيدة كونية رسمية خلال الرايخ الثالث، ويرجع ذلك جزئيًا إلى تأييد تشامبرلاين لها. كان موقف تشامبرلاين تجاه العلوم الطبيعية متناقضًا ومتضاربًا إلى حد ما، كتب لاحقًا: «إن أحد أفدح الأخطاء في عصرنا هو ذلك الذي يدفعنا إلى إعطاء وزن كبير جدًا لما يسمى بـ«نتائج العلوم».

## مزيد من القراءة
- Barzun, Jacques (1937), Race: A Study in Modern Superstition, Taylor & Francis.
- Biddiss, Michael (1998), "History as Destiny: Gobineau, H. S. Chamberlain and Spengler," Transactions of the Royal Historical Society, Vol. VII, Sixth Series, Cambridge University Press.
- Kelly, Alfred (1981), The Descent of Darwin: The Popularization of Darwinism in Germany, 1860–1914, University of North Carolina Press.
- Mather Jr., F. J. (1915), "Ethnic Darwinism: A New-Old Fallacy," The Unpopular Review, Vol. III, No. 5.
- Newman, Ernest (1931), "The Case of Ferdinand Praeger." In Fact and Fiction about Wagner, Alfred A. Knopf.
- Parkinson, C. Northcote (1958), "The Theory of Dictatorship." In Evolution of Political Thought, Part IV, Chap. 22, Houghton Mifflin Company.
- Redesdale, Lord (1914), "Houston Stewart Chamberlain," The Edinburgh Review, Vol. CCXIX, No. 447.
- Snyder, Louis L. (1939), "Houston Stewart Chamberlain and Teutonic Nordicism." In Race, A History of Modern Ethnic Theories, Chap. VIII, Longmans, Green and Co.
- Stein, Ludwig (1918), "The Neo-Romantic Movement." In Philosophical Currents of the Present Day, Chap. V. The University of Calcutta.
- Williamson, Roger Andrew (1973), Houston Stewart Chamberlain: A Study of the Man and His Ideas, 1855–1927, University of California, Santa Barbara.
- Voegelin, Eric (1940), "The Growth of the Race Idea," The Review of Politics, Vol. 2, No. 3.
- Voegelin, Eric (1997), Race and State, University of Missouri Press.

## وصلات خارجية
- هيوستن ستيوارت تشامبرلين على موقع الموسوعة البريطانية (الإنجليزية)

- Works by Houston Stewart Chamberlain, at Unz.org
- "Chamberlain,%20Houston%20Stewart,%201855-1927."&page=1&ft=ft Works by Houston Stewart Chamberlain, at Hathi Trust
- Theodore Roosevelt's review of The Foundation of the 19th Century
- Houston Stewart Chamberlain biography and transcriptions – online compendium arranged by an admirer
- Kolnai, Aurel  [لغات أخرى]‏, The War Against the West, Chapter V – Faith And Thought 5. The Call for Mythology: Confrontation of Creed and Mythology
- Jewish Encyclopedia: Chamberlain, Houston Stewart